# Urganda
Urganda é uma bruxa mitológica, o equivalente português de Circe, a bruxa que Odisseu teria encontrado em sua viagem de Troia para casa.  Ela é uma feiticeira nos romances pertencentes às séries Amadis e Palmeirim, na escola de romance espanhola.
Urganda é uma das parcas que aparecem no poema épico "Orlando in Love" (1495), de Matteo Maria Boiardo. No poema, ela é a protetora de Amadigi junto com Oriana.
O poeta espanhol Miguel de Cervantes a menciona nos poemas preliminares de Dom Quixote (1605). A parte que ela desempenha no poema é mais parecida com a de Merlin. Ela deriva seu título da faculdade que, como Merlin, ela possuía de mudar sua forma e aparência à vontade.
Um folly eremitério projetado em 1750 por Thomas Wright nos terrenos da Badminton House, em Gloucestershire, Inglaterra, e conhecido como Root House é dedicado a ela.